# Ignacio Pérez Santamaría
Ignacio Pérez Santamaría dit « Nacho » est un footballeur espagnol, né le 24 juin 1980 à Malaga. Il évolue au poste d'arrière gauche.

## Palmarès
- Málaga CF
  - Vainqueur de la Coupe Intertoto en 2002.
- Bétis Séville
  - Vainqueur de la Liga Adelante en 2011.